# Incendio forestal en Biobío de 2012
El incendio de la Región del Biobío de 2012 fue un desastre natural que se desarrolló en las regiones del Biobío, de Ñuble (en ese entonces perteneciente a Biobío) y en algunas zonas de la región del Maule, principalmente en las comunas de Florida, Quillón, Ránquil y San Rosendo en Chile.

## Desarrollo del incendio
El incendio comenzó la tarde del sábado 31 de diciembre de 2011 en el sector de Pichiqueime, en la comuna de Quillón, y luego se extendió por 17 focos. Otras fuentes señalan que este fuego se inició durante la mañana del viernes 30, alrededor de las 2 o 3 de la madrugada en ocho puntos simultáneamente. Creció sin control durante los primeros días de 2012, debido a las adversas condiciones meteorológicas, con altas temperaturas y viento, teniendo como consecuencias la muerte de dos personas, más de mil damnificados, la destrucción de más de 224 viviendas, y la quema de más de 28 mil hectáreas de bosque nativo, plantaciones, pastizales y matorrales.
A raíz de los incendios en la región, se registraron cortes parciales de tránsito en la ruta CH-148, entre Quillón y Florida, y fue cerrada la autopista del Itata, que une Penco y Chillán. Las llamas del incendio forestal alcanzaron una de las cinco plantas industriales del complejo Nueva Aldea de la Celulosa Arauco, dedicada a la fabricación de paneles plywood, la que resultó completamente quemada.
En la tarde del lunes 2, debido a las condiciones del viento hacia el oeste, el foco principal se había trasladado hacia la localidad de Ñipas. Ese mismo día, el presidente Sebastián Piñera decretó zona de catástrofe a las comunas más afectadas por el incendio, a saber: Florida, Quillón, Ránquil y San Rosendo. Recién durante la madrugada del 4 de enero, bomberos de Quillón,  Bulnes Florida, Concepción, Talcahuano y Chiguayante (durante la mañana) lograron controlar los principales focos del incendio; el apoyo siguió llegando desde Penco, San Pedro de la Paz, Coronel, Tomé y Coelemu, con lo que se facilitó el combate, aunque durante la noche unidades bomberiles de ciudades más lejanas, como Puerto Montt, también apoyaron esta labor, con lo que se dio inicio a una segunda fase de recorrer el terreno y repasar los mismos focos para evitar rebrotes. Al día siguiente, el intendente del Biobío comunicó que el incendio se encontraba en fase de extinción. Desde el viernes 6 se iniciaron los trabajos de riego para mantener la humedad en el suelo.
En las labores de detención y extinción del incendio participaron más de 660 brigadistas, entre voluntarios de Bomberos, funcionarios de la Corporación Nacional Forestal (CONAF), personal de las empresas forestales de la zona e integrantes de las Brigadas contra Incendios Forestales (BRIFES) del Ejército de Chile. El trabajo fue reforzado por ocho aviones y diecisiete helicópteros dispuestos por empresas locales, CONAF y la ONEMI.

## Daños e investigación
El incendio generó pérdidas importantes en el sector agrícola de la zona, con importantes extensiones de cerezos y viñas quemadas. De acuerdo a un catastro efectuado in situ por el Instituto de Desarrollo Agropecuario, las pérdidas tanto forestales como agrícolas producidas por el incendio, han afectado principalmente a los rubros hortícola, frutícola, vitivinícola, aviar, animales menores y flores. Al 3 de enero, se contabilizaban 67 invernaderos destruidos, 640 cabezas de ganado vacuno, equino y ovino muertos, 650 colmenares de abeja melífera calcinados, 125 hectáreas de cultivos de cereales y 178 de frutales y viñedos arrasados por el fuego, pérdidas que superan los 2 mil millones de pesos chilenos. Gran parte del bosque nativo que se degradó con el incendio correspondió al existente en el cerro Cayumanqui, en la comuna de Quillón, en un sitio aislado que no lograría recuperarse sin asistencia en reforestación.
Por otra parte, 171 familias de Quillón, Ránquil, Florida y Quirihue perdieron sus viviendas a causa del incendio, algunas de ellas recientemente reconstruidas tras el terremoto que afectó a la región en 2010. El Ministerio de Vivienda y Urbanismo estimó que las pérdidas de inmuebles debido a los incendios alcanzarían los 2 mil millones de pesos chilenos, y que la reconstrucción de las viviendas destruidas se efectuaría en un plazo de entre seis y nueve meses.
El fiscal jefe del Biobío, Julio Contardo, es el encargado de llevar la investigación del origen de los incendios forestales, para lo que cuenta con la colaboración de los peritos de la Policía de Investigaciones de Chile y de Carabineros de Chile. Dado que el incendio comenzó en ocho puntos distintos simultáneamente, se presume que es de carácter intencional.

## Ayudas gubernamentales
El gobierno de Chile a través del Instituto de Desarrollo Agropecuario extendió ciertos bonos a los damnificados directos del incendio en las comunas de Ránquil y Quillón, en animo de lograr una pronta recuperación productiva de las actividades agrícolas y ganaderas que se vieron mermadas por las perdidas del incendio. Si bien no existe una lista de público acceso de quienes fueron beneficiados, la "Ley de Transparencia" permite saber con exactitud los beneficiarios de estos recursos y los montos asociados.